# Condado de Montehermoso
El Condado de Montehermoso es un título nobiliario español creado por el rey Felipe IV de España el 8 de julio de 1658 a favor de Alonso Manrique de Lara de Solís y Vivero, V conde de Fuensaldaña, vizconde de Altamira, X señor de Galisteo, VIII señor de Pasarón, Torremenga y Baños, para compensar a los Manriques por la pérdida del Condado de Osorno.
El título recibió el real despacho de Carlos III de España el 7 de diciembre de 1770, siendo VI conde Francisco Lasso de la Vega y Manrique.
Su nombre hace referencia al lugar de Montehermoso (en la actual provincia de Cáceres), tierra del Estado de Galisteo, cuyo señorío gozaba su primer titular.

## Condes de Montehermoso
- Alonso Manrique de Lara de Solís y Vivero, I conde de Montehermoso, V conde de Fuensaldaña, vizconde de Altamira, X señor de Galisteo, VIII señor de Pasarón, Torremenga y Baños.

1. Casó en Madrid (Real Capilla) el 10 de febrero de 1659 con Luisa María de Carvajal, dama de la reina.[2] Sin sucesión, por lo que heredó el título su sobrino:[1]

- Marcos Manrique Solís y Vivero, II conde de Montehermoso, VI conde de Fuensaldaña, X vizconde de Altamira, XI señor de Galisteo, VIII señor de Pasarón, Torremenga, Baños, etc.[1]

1. Casó en 1685 con Mariana de Carvajal y Vivero, hija de Juan de Carvajal y Sande, I conde de la Quinta de la Ejarada, y de María de Vivero y Moctezuma,[1] padres de:

- Juan Fernández Manrique de Lara y Carvajal, III conde de Montehermoso, VII conde de Fuensaldaña, XII señor de Galisteo, IX señor de Pasarón, Torremenga, Baños, etc. Sin sucesión, por lo heredó el título su tío:[1]

- Alonso Manrique de Lara y Silva (m. 27 de marzo de 1737),[3] IV conde de Montehermoso, I duque del Arco, conde de Fuensaldaña, vizconde de Altamira,[1] caballerizo, montero y cazador mayor del rey y caballero de la Orden del Toisón de Oro.[3]

1. Casó en Madrid el 31 de julio de 1695 con Mariana Enríquez de Cárdenas, XVI condesa de la Puebla del Maestre, VII marquesa de Bacares y II condesa de Montenuevo, hija de Luis Enríquez de las Casas, I conde de Montenuevo, y de Lorenza de Cárdenas. Sin sucesión. Heredó el título su sobrino:[4]

- Luis Lasso de la Vega y Córdoba, V conde de Montehermoso, II duque del Arco, conde de Puertollano, marqués de Miranda de Anta.[1]

1. Casó con María Francisca Sarmiento y Sotomayor, hija de José Francisco Sarmiento de Sotomayor y Velasco, V conde de Salvatierra, IV marqués del Sobroso y IV conde de Pie de Concha, y de María Leonor Dávila Zúñiga y Messía, VIII marquesa de Loriana, VII marquesa de Baides, V marquesa de la Puebla de Ovando, XI condesa de Pedrosa, III marquesa de Arcicóllar y III marquesa de Valero.

- Francisco Lasso de la Vega y Manrique (m. 8 de noviembre de 1805), VI conde de Montehermoso, III duque del Arco, V conde de Puertollano, marqués de Miranda de Anta, gran cruz de la Orden de Carlos III.[1]

1. Casó con Teresa de Silva y Rabatta, hija de Fernando de Meneses Silva, XIII conde de Cifuentes, III marqués de Alconchel. Le sucedió su nieta.[3][5]

- María Andrea Lasso de la Vega y Silva, VII condesa de Montehermoso, VI condesa de Puertollano, marquesa de Miranda de Anta.[6]

1. Casó con Alonso de Solís-Wignacourt y Folch de Cardona, V duque de Montellano, VI marqués de Pons, IV conde de Saldueña.

- María Vicenta de la Soledad de Solís-Wignancourt y Lasso de la Vega (m. 4 de junio de 1840),[7] VIII condesa de Montehermoso,[6] III duquesa del Arco,[3][5] VI duquesa de Montellano,[3] VII condesa de Saldueña y de Puertollano, XII marquesa de Miranda de Anta, V condesa de Frigiliana.

1. Casó con Carlos Gutiérrez de los Ríos, I duque de Fernán Núñez,[3] VI marqués de Castel-Moncayo, XX marqués de Alameda, XI conde de Barajas, IV conde de Villanueva de las Achas. Le sucedió su nieta:

- María del Pilar Loreto Osorio y Gutiérrez de los Ríos (m. 1 de septiembre de 1921),[7] IX condesa de Montehermoso,[6] III duquesa de Fernán Núñez, etc. El título quedó integrado en la casa de Fernán Núñez.

- Manuel Falcó y Osorio, X conde de Montehermoso, IV duque de Fernán Núñez, etc.

- Manuel Falcó y Álvarez de Toledo, XI conde de Montehermoso, V duque de Fernán Núñez, etc.

- Manuel Falcó y de Anchorena, XII conde de Montehermoso, VI duque de Fernán Núñez, etc.